# Opisthoxia uncinata
Opisthoxia uncinata là một loài bướm đêm trong họ Geometridae.